# Lizzie Miles
Elizabeth Mary Landreaux (31 de marzo de 1895-17 de marzo de 1963), conocida como Lizzie Miles, fue una cantante de blues estadounidense.

## Biografía
Miles nació en la barriada de Faubourg Marigny en Nueva Orleans (Luisiana) en el seno de una familia criolla francófona. De niña comenzó a cantar en la iglesia y siendo todavía muy joven trabajó con músicos como Joe Oliver, Kid Ory, Bunk Johnson y A.J. Piron. Recorrió el sur de Estados Unidos actuando en teatros, circos y espectáculos de minstrel. En 1917 actuó en Chicago con Manuel Manetta y en 1921 con Freddie Keppard, Charlie Elgar y de nuevo con Joe Oliver. En 1922 se mudó a Nueva York, donde realizó sus primeras grabaciones fonográficas consistentes fundamentalmente en temas de blues, a pesar de que Miles no se consideraba a sí misma una cantante exclusivamente de blues ya que contaba con un repertorio mucho más variado.
En 1924 y 1925 estuvo de gira por Europa y de regreso a Nueva York comenzó a actuar regularmente en clubes hasta 1931. Durante este periodo, trabajó junto a su medio-hermano Herb Morand. Miles grabó como líder de un trío junto a Joe Oliver y también formando dúo como Jelly Roll Morton, pero a comienzos de los años 30 sufrió una grabe enfermedad que la obligó a retirarse de la industria musical.  A pesar de su enfermedad, Miles apareció en dos películas. Retomó su actividad musical en 1935, actuando junto a Paul Barbarin en el Strollers Club de Nueva York. En 1938 trabajó con Fats Waller y posteriormente se mudó a Chicago, donde siguió actuando hasta 1942. 
A comienzos de los años 50 se mudó a California donde trabajó con George Lewis y ente 1955 y 1957 trabajó con Bob Scobey en Las Vegas. Durante 1958 y 1959 se trasladó a Chicago donde trabajó con Joe Darensbourg. En 1958 actuó en el Festival de Jazz de Monterey.
En 1959 regresó a su ciudad natal, donde se retiró definitivamente, cantando únicamente Góspel en la iglesia. Falleció de un infarto de miocardio en 1963 y está enterrada en el Cementerio de San Luis de Nueva Orleans.
Woody Allen incluyó su versión del tema "A Good Man Is Hard to Find" en la banda sonora de su película Blue Jasmine.
Su medio-hermana, Edna Hicks, fue también una conocida cantante de blues.
Su primer marido, J. C. Miles, de quien tomó el apellido, falleció durante la Pandemia de gripe de 1918 en Shreveport, Luisiana.  Su segundo marido fue August Pajaud.

## Discografía seleccionada

### Álbumes
- 1956 - Hot Songs My Mother Taught Me, (Cook Records)
- 1956 - Moans and Blues, (Cook Records)
- 1956 - Torchy Lullabies My Mother Sang Me (Cook Records)

### Sencillos
Esta lista de sencillos fueron publicados por el sello Okeh Records a lo largo de 1922:
- "Wicked Blues"
- "Take It 'Cause It's All Yours"
- "Lonesome Monday Morning Blues"
- "Please Don't Tickle Me, Babe"
- "He May Be Your Man, but He Comes to See Me Sometimes"
- "Muscle Shoals Blues"
- "She Walked Right Up and Took My Man"